# تذكرة الأولياء

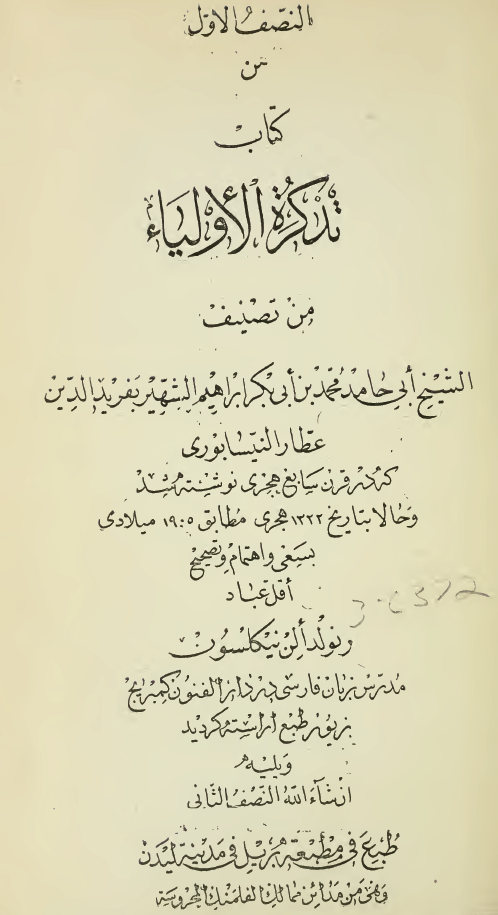
غلاف طبعة نيكلسون - مطبعة بريل، 1322 هـ / 1905 م.

تذكرة الأولياء هو كتاب في التراجم من تصنيف فريد الدين العطار. وهو من كتب العطار المشهورة.
جاء في كشف الظنون:
نشره المستشرق نيكلسون في جزئين (لندن، 1905 - 1907 م). وقد ترجم الكتاب مؤخرا إلى العربية من قبل منال اليمني.